# 小出スキー場
小出スキー場（）は、新潟県魚沼市青島にあり、地形上魚沼丘陵北端に位置するスキー場である。全域が成田山鳥獣保護区に指定されている。

## 基礎データ
- 所在地 - 新潟県魚沼市青島1609
- 開設年月日 - 1953年（1961年12月29日にリフト・ナイター設備完成）
- 営業期間 - 12月中旬 - 3月初旬（降雪状況により変更有り）
- 営業時間 - 9:00 - 17:00、ナイター営業日は21:00まで。
- リフト
  - 第1ペアリフト (229 m)
  - 第2ペアリフト (221 m)
  - 第3ペアリフト (338 m)
- 駐車場 - 70台収容（市営駐車場）、100台収容（見晴らしの湯こまみ）
- 施設
  - ナイター照明（第3ペアリフト除く）
  - 小出総合スキーセンター（第1ペアリフト乗り場前）
    - 無料休憩スペース
    - 索道管理事務所
    - レンタルスキーショップ
    - レストラン「メルヘン」
    - SAJ公認スキー学校

  - 食堂「山小屋」（第3ペアリフト乗り場横）
  - 温泉「見晴らしの湯こまみ」（第2ペアリフト乗り場側）

## 施設
最高標高地点258 m、最長滑降距離が約1 km、リフトはペアリフトが3本あり、コンパクトながらも初心者から上級者まで楽しめるレイアウトが取られている。また、特筆すべき点としてオールシーズンシャンツェ（ジャンプ台）がゲレンデに隣接しており、春季・秋季でも地域のジャンプ競技大会などに用いられている。スキー場内からは、越後駒ヶ岳、中ノ岳、八海山で構成される越後三山を、均整の取れた状態で望むことができるポイントとしても知られている。
場内施設は麓に2箇所、中腹に1箇所あり、食事の提供やレンタルスキー、温泉など、それぞれのサービスを提供している。

### 小出総合スキーセンター
第1ペアリフト乗り場前にある、スキー場、スキー学校の事務所が併設された場内最大の施設。1階は無料休憩スペースとレンタルスキーショップで主に構成されている。2階についてはレストラン「メルヘン」と売店、テーブルの喫食スペースが完備されており、休日はファミリー客で賑わう。飲食物の持ち込みが許可されており、スキー学校受講生の食事スペースとして利用されることが多いため、正午近くには特に込み合う。全館禁煙。

### 山小屋
コース中腹の第3ペアリフト乗り場横にある。リフト券の購入等はできないが、食事が可能である。主なメニューはラーメン、丼ものなど。地元の特産品である越後もちぶたを材料にしたメニューに採用しているほか、肉まんといった軽食の購入が可能で、小休憩に利用されることが多い。

### 見晴らしの湯こまみ
第2ペアリフトの乗り場方面にある、1998年8月7日に開業した日帰り温泉施設。開業当初から魚沼市直営による運営が行われている。  泉質はナトリウム・カルシウム-塩化物・硫酸塩温泉（低張性中性温泉）となっており、知覚的試験では微黄色を呈し、微硫化水素臭を有する。  源泉は37.8℃、加水なしの泉源を加温して使用している。  施設内は温浴スペースのほかマッサージルームや休憩施設を有し、交流スペースとして研修室やゲストルームといった貸切スペースも有している。  食事は出前による提供となっており、場内では酒類や飲料、お菓子、地元の特産品の販売が行われている。

## 夏季
雪の降らない時期は、都市公園「小出公園」として一部の敷地を市民に開放している。交通公園、グラウンド、遊歩道などがあり、四季折々の花壇が作られている。また、スキー場の最高標高地点に位置する駒見山 (262 m) 周辺では、市民有志による遊歩道が整備されており、カタクリをはじめとした自然観察を楽しむ方や健康増進のために散策する方が日々利用している。

## 歴史、その他
小出駅や、魚野川対岸の小出市街のどちらからも徒歩圏内に立地している。開業は周辺のスキー場の中でもかなり古く、積雪により自家用車が使えないことが当たり前の開設当時は駅から徒歩10分という立地条件の良さから、かなりの賑わいを見せていた。越後湯沢周辺に多数のスキー場が開場した1980年代以前には、当スキー場へのスキー客を運ぶ上野駅発のスキー列車が運転されていたこともあり、記憶にとどめている年配のスキーヤーも多い。

### 撤退
小出町が周辺市町村と合併して成立した魚沼市は、各市町村が保有していた5箇所のスキー場を市が管理することとなった。折しもスキー人口が減少していることもあり、2009年12月16日、魚沼市長は、全ての施設は維持できないとして標高の低い小出スキー場を2010年 - 2011年シーズンをもって閉鎖する考えを示した。

### 指定管理者制度での営業
閉鎖の方針から2012年 - 2013年シーズンは、指定管理者制度にて地元企業による1年間限定の運営が行われ、スキー場の存続を目指す任意団体が下支えする中での営業を行った。

### 市営から民間営業へ
特定非営利活動法人スノーパーク小出が組織化され、2013年 - 2014年シーズンから地元小出地区の開業医・上村医院の院長が運営を指揮、地元民やその他民間の有志と共に営業。2020年 - 2021年シーズンで8シーズン目の営業を行った。

## 交通
自動車
- 見晴らしの湯こまみ側入り口へ  関越自動車道魚沼ICより国道291号から県道272号へ直進し県道372号から広域農道経由で約2.7 km
- 市営駐車場側入り口へ  関越自動車道小出ICより国道291号から国道17号を経由し県道47号経由で約3.6 km

公共交通
- JR上越線 小出駅から徒歩10分（700 m）